# Ortogénesis

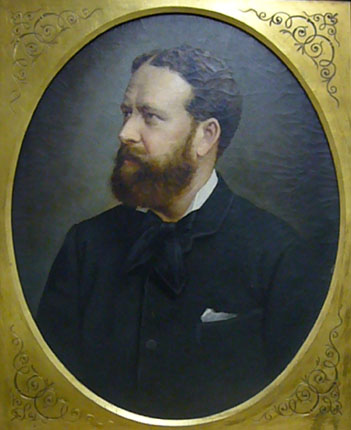
Theodor Eimer

La ortogénesis, también conocida como la evolución ortogenética, la evolución progresiva o la autogénesis, es una hipótesis biológica obsoleta según la cual la vida tiene una tendencia innata a evolucionar de un modo unilineal debido a alguna «fuerza directriz», ya sea interna o externa. La hipótesis tiene bases filosóficas de esencialismo, finalismo, y de teología, y propone una fuerza intrínseca que lentamente transforma las especies. Ronald Fisher puso fin a la ortogénesis cuando arguyó en su libro de 1930 The Genetical Theory of Natural Selection en favor de la herencia particulada. George Gaylord Simpson en 1953 en un ataque a la ortogenesia llamó este mecanismo «la misteriosa fuerza interna». 
Los proponentes clásicos de la ortogenesia han rechazado la teoría de la selección natural como mecanismo organizador de la evolución, y teorías de especiación para un modelo rectilíneo de evolución guiada actuando en especies discretas con “esencias”. 
El término ortogénesis fue popularizado por Theodor Eimer, aunque la idea que el término refleja se puede remontar a tiempos de Bateson. La hipótesis ortogenética tuvo un número significativo de seguidores en el siglo XIX cuando varias hipótesis de mecanismos evolutivos, como por ejemplo el lamarquismo, estaban siendo propuestos. Algunos seguidores conocidos fueron el fiósofo Henri Bergson, Leo Berg y, por un tiempo, el paleontólogo Henry Farifield Osborn. La ortogénesis fue particularmente aceptada por paleontólogos que vieron en sus fósiles un cambio direccional, y en la paleontología invertebrada. 
La autogénesis es una versión específica de la ortogénesis que incorpora la refutada teoría de la generación espontánea.

## Diferencia con «evolución hacia un fin último»
Muchas fuentes mezclan esta visión de la evolución con otra teoría: que la evolución está encaminada hacia algún fin último. Esta falta de separación frecuente llega a establecer de manera errónea que “la ortogénesis propone que la evolución se mueve de manera unilineal hacia una meta perfecta”. Es cierto que los primeros proponentes de la ortogénesis a menudo sostenían conjuntamente estas dos ideas (v.g Jean-Baptiste Lamarck) y que estas dos ideas están extremadamente relacionadas con la teoría del diseño inteligente. Sin embargo, estas dos creencias son ideas separadas que son rechazadas cada una independientemente por el grueso de la doctrina científica contemporánea. Así entonces, la idea de “la evolución hacia un fin último” es mejor entendida como una forma de teología más que una hípótesis científica. 
La distinción es mejor apreciada cuando reconocemos que la ortogénesis es inherente en las teorías del biólogo alemán Ernst Haeckel y el paleontólogo estadounidense Richard Swann Lull. Ambos científicos propusieron mecanismo donde la evolución procedía de una manera unilineal, pero ninguno vio metas. En vez de eso, se refirieron a desconocidos procesos genéticos que conducían la evolución.

## Cuadro comparativo de diferentes teorías de la evolución
|                 | Darwinismo | Buffon | Empedocles |
| Mecanismo       | Selección natural de variaciones genéticas sin guía ni finalidad, aunque siempre con direcciones adaptativas. | Tendencia intrínseca hacia la perfección. La selección natural no es importante. | Tendencia intrínseca hacia la perfección y herencia de características adquiridas. Algunos proponentes adoptaron el mecanismo de selección natural.                                                                                                   |
| Antecesor común | Sí existe y las nuevas especies se crearon por eventos de especiación.                                        | No existe y la especiación es rechazada o considarada sin importancia en términos de largo plazo. Algunos creen en la generación espontánea de nuevas especies y en la evolución paralela. | No está claro si la teoría lo rechaza o adopta. Depende de la fuente citada. Signos de que las especies compartían un ancestro común fueron detectados antes de Darwin, pero debido a la ausencia de un mecanismo algunos todavía rechazaban la idea. |
| Estado actual   | Prevalece en forma modificada como neo-darwinismo o síntesis evolutiva moderna.                               | Refutada por Darwin en El Origen de las Especies y la síntesis evolutiva moderna. | Rechazado luego de El Origen de las Especies, aunque el mecanismo no fue refutado hasta la síntesis evolutiva moderna, donde se establecía que tal mecanismo no existía.                                                                              |

## Colapso de la hipótesis
La hipótesis ortogenética comenzó a colapsarse cuando quedó claro que no podría explicar los patrones encontrados por paleontólogos en el registro de fósiles, el cual era no lineal con muchas complicaciones. La hipótesis fue generalmente abandonada cuando no se encontró ningún mecanismo que explicara el proceso, a diferencia de la teoría de la evolución por selección natural, la cual prevaleció. La síntesis evolutiva moderna, en la cual los mecanismos genéticos de la evolución fueron encontrados, refutaron la hipótesis totalmente. Cuanto mejor se conocían estos mecanismos recién descubiertos, más patente se hacía que era imposible que la herencia pudiera tener dirección lineal prefijada.
Algunos aún sostenían la ortogénesis por los años 1950, argumentando distinguiendo entre macroevolución y microevolución. La macroevolución se concebía como la dirección a largo plazo de la evolución, y se sostenía que era distinta de los procesos de microevolución, los cuales correspondían a la variación genética y la selección natural. Teilhard de Chardin, un paleontólogo jesuita, en el El fenómeno del hombre, libro que influyó a muchos no científicos, publicado cuatro años luego de la muerte de su autor en 1959, argumentaba a favor de la evolución en búsqueda del "punto omega", a la vez poniendo al hombre al centro del universo. 
La refutación de la ortogénesis tuvo ramificaciones importantes en el área de la filosofía. La idea de teología y la concepción teleológica del universo y la vida, como primero la postuló Aristóteles fue refutada por Kant, quien influenció de gran manera a muchos científicos. Antes que la revolución biológica comenzara con las ideas de Darwin, se entendía que la ciencia era el estudio de la creación divina. La refutación de estos conceptos ha implicado un cambio en la manera de entender la ciencia y el trabajo científico en general.

## Uso moderno del término
No es correcto sostener que la evolución jamás procede de manera lineal. Durante un periodo de cambio medioambiental lento y sostenido, se puede dar una especie de “evolución lineal”. Tal ejemplo ha sido a veces denominado “ortogenético”, pero, en sentido estricto es incorrecto llamarlo así, pues tal fenómeno es completamente consistente con la moderna neodarwinista teoría de la evolución. Los cambios constantes del fenómeno se deben a causas medioambientales y moleculares que influyen en el proceso evolutivo.

## Biólogos o naturalistas defensores de la ortogénesis
- Lamarck
- Leo Berg
- Henry Fairfield Osborn